# Liste der Monuments historiques in Bourbon-l’Archambault
Die Liste der Monuments historiques in Bourbon-l’Archambault führt die Monuments historiques in der französischen Gemeinde Bourbon-l’Archambault auf.

## Liste der Bauwerke
| Bezeichnung                                                 | Beschreibung                                 | Standort                         | Kennzeichnung | Schutzstatus | Datum | Bild           |
| ----------------------------------------------------------- | -------------------------------------------- | -------------------------------- | ------------- | ------------ | ----- | -------------- |
| Turm des ehemaligen Schlosses                               | Erbaut ab dem 13. Jahrhundert                | (Lage)                           | PA00093011    | Classé       | 1961  | weitere Bilder |
| Burg                                                        | Erbaut ab dem 12. Jahrhundert                | (Lage)                           | PA00093010    | Classé       | 1862  | weitere Bilder |
| Kirche St-Georges                                           | Erbaut im 9. und 12. Jahrhundert             | (Lage)                           | PA00093012    | Classé       | 1846  | weitere Bilder |
| Établissement thermal de Lecœur (Fotos in der Base Mérimée) | Thermalbad, erbaut Ende des 19. Jahrhunderts | (Lage)                           | PA00093013    | Inscrit      | 1987  |                |
| Hôtel Calemard                                              | Erbaut im 16. Jahrhundert                    | Grande Rue (Lage)                | PA00093014    | Inscrit      | 1929  | weitere Bilder |
| Logis du Roy (Fotos in der Base Mérimée)                    | Erbaut im 17. Jahrhundert                    | (Lage)                           | PA00093015    | Classé       | 1938  |                |
| Haus                                                        | Erbaut im 16. Jahrhundert                    | Rue de la Sainte-Chapelle (Lage) | PA00093017    | Inscrit      | 1929  | weitere Bilder |
| Haus (Foto in der Base Mérimée)                             | Erbaut im 16. Jahrhundert                    | (Lage)                           | PA00093016    | Inscrit      | 1929  |                |
| Maladrerie Saint-Lazare (Fotos in der Base Mérimée)         | Hospiz, erbaut im 14. Jahrhundert            | (Lage)                           | PA03000027    | Inscrit      | 2006  |                |
| Mühle                                                       | Erbaut im 15. Jahrhundert                    | (Lage)                           | PA00093018    | Inscrit      | 1929  | weitere Bilder |

## Liste der Objekte

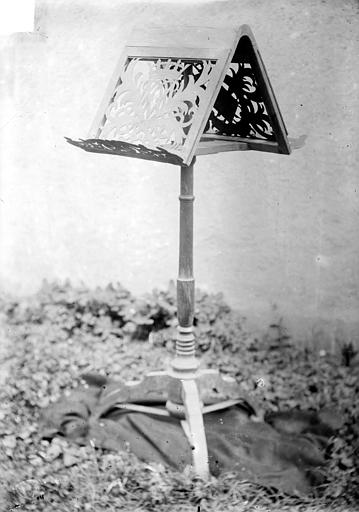
Lesepult (17. Jahrhundert) aus Schmiedeeisen in der Kirche St-Georges

- Monuments historiques (Objekte) in Bourbon-l’Archambault in der Base Palissy des französischen Kultusministeriums